# Ориндж Боул
Международният тенис шампионат „Ориндж Боул“ (на англ. Orange Bowl International Tennis Championship) и Международният тенис шампионат за деца „Ориндж Боул“ (на англ. Junior Orange Bowl International Tennis Championship), известни и само като „Ориндж Боул“, са състезания по тенис, организирани от Международната тенис федерация (ITF) и Американската тенис асоциация (USTA), в които взимат участие младежи и девойки от цял свят.
От основаването на турнира (1946 г.) състезанията се провеждат в Маями Бийч, щата Флорида, САЩ. Мястото на провеждане се премества в Кий Бискейн (в същия окръг Маями-Дейд, пак край Маями) през 1999 г.
Известен е още като неофициално световно първенство за младежи, тъй като се приема, че са сред най-важните състезания в годишния тенис календар при младежите и сред 5-те състезания в календара на ITF с Ранг А.

## Ориндж Боул (до 12 и до 14 години)
Шампионатът за деца (Junior Orange Bowl International Tennis Championship) е основан през 1948 г. като част от ежегодния Международен младежки фестивал на спорта и изкуствата Ориндж Боул, провеждан в щата Флорида, САЩ (съществуващ също от 1948 г.). От 1962 г. турнирът става международен. И до днес тенис той е част от фестивала, като се счита за най-важното събитие в програмата му, в която присъстват още турнири по баскетбол, голф, шах и др.
Детският Ориндж Боул се състои от четири отделни турнира за момчета и момичета (до 12 и до 14 години). Те се провеждат всеки декември месец на различни кортове в района Маями-Дейд, Флорида (най-често в градовете Корал Гейбълс и Маями). Организират се от USTA.
През годините участие в турнира са взимали редица млади тенисисти, които впоследствие са се превърнали в световни звезди, като Крис Евърт, Джими Конърс, Моника Селеш, Андре Агаси, Щефи Граф, Жюстин Енен, Хуан Мартин дел Потро и много други.
Сред финалистите в турнира са и българите:
Шампиони:
- Мануела Малеева – 1981 г. – до 14 г. (печели срещу Жо Луис с 3-6, 6-3, 6-4)
- Магдалена Малеева - 1987 г. - до 12 г. (печели срещу Мери Пиърс със 7-6(3), 6-7(5), 6-3)
- Сесил Каратанчева - 2001 г. - до 12 г. (печели срещу Алиса Клейбанова с 6-4, 2-6, 6-3)

Вицешампиони:
- Тодор Енев - 1996 г. - до 14 г. (губи от Пол-Анри Матьо с 3–6, 6–3, 5–7)
- Григор Димитров – 2005 г. – до 14 г. (губи от Райн Уилямс с 2–6, 5–7)

## Ориндж Боул (до 16 и до 18 години)
Шампионатът за младежи (Orange Bowl International Tennis Championship) е основан през 1946 г. и се състои от четири отделни турнира за младежи и девойки (до 16 и до 18 години). Провежда се всеки декември в Кей Бискейн, окръг Маями-Дейд, Флорида. Турнирът до 18 г. се организира от ITF, а турнирът до 16 г. – от USTA.
Сред бившите шампиони на турнира са тенис-легенди като Джон Макенроу, Бьорн Борг, Иван Лендъл, Роджър Федерер, Анди Родик, Крис Евърт и Габриела Сабатини. Сред финалистите в турнира са и българите:
Шампиони:
- Тодор Енев - 2000 г. - до 18 г. (печели срещу Бруно Соареш със 7-5, 6-2)
- Георги Руменов Паяков – 2005 г. – до 16 г. (печели срещу Стефан Пиро с 6-4, 6-3)
- Григор Димитров – 2006 г. – до 16 г. (печели срещу Давид Търнър с 6-3, 7-6 (7-0))

Вицешампиони:
- Мануела Малеева – 1982 г. – до 18 г. (губи от Карлинг Басе с 4-6, 3-4 отк.)
- Катерина Малеева - 1984 г. - до 18 г. (губи от Габриела Сабатини с 1-6, 3-6)
- Григор Димитров - 2007 г. - до 18 г. (губи от Ричардас Беранкис с 3-6, 2-6)

### Победители от Ориндж Боул след 1993 г. (до 18 г.)
| №  | Година | Младежи – сингъл         | Девойки – сингъл           | Младежи – двойки                      | Девойки – двойки                       |
| 64 | 2010   | Джордж Морган            | Лорийн Дейвис              | Жюлиан Канина Йерун Ваннесте          | Лорийн Херинг Мадисън Кейс             |
| 63 | 2009   | Джани Мина               | Габриела Дабровски         | Михаил Бирюков Александър Румянцев    | Анна Орлик Валерия Соловиева           |
| 62 | 2008   | Юки Бамбри               | Джулия Бозръп              | Девин Бритън Джармиър Дженкинс        | Лорън Ембри Ейжа Мухамад               |
| 61 | 2007   | Ричардас Беранкис        | Мишел Ларшер де Брито      | Роман Йебави Вашек Поспишил           | Мелъри Сесил Мелани Удѐн               |
| 60 | 2006   | Петру Александру Лункану | Никола Хофманова           | Данила Арсенов Роман Йебави           | Сорана-Михаела Кърстя Урсула Радванска |
| 59 | 2005   | Робин Рошард             | Каролине Возняцки          | Леонардо Майер Емилиано Маса          | Дженифър-Лий Хейнсър Елизабет Плоткин  |
| 58 | 2004   | Тимъти Нейли             | Джесика Къркланд           | Пиеро Луизи Давид Наварет             | Марина Еракович Моника Никулеску       |
| 57 | 2003   | Маркос Багдатис          | Никол Вайдишова            | Рафаел Аревало-Гонсалес Джейми Куелар | Марина Еракович Екатерина Косминская   |
| 56 | 2002   | Браян Бейкър             | Вера Душевина              | Скот Оудсема Филип Симондс            | Дария Кустава Анастасия Якимова        |
| 55 | 2001   | Робин Сьодерлинг         | Вера Звонарьова            | Филип Петцшнер Симон Стадлер          | Ана-Лена Грьонефелд Барбора Струкова   |
| 54 | 2000   | Тодор Енев               | Вера Звонарьова            | Бруно Ечагарай Сантяго Гонсалес       | Гизела Дулко Анико Капрош              |
| 53 | 1999   | Анди Родик               | Мария-Хосе Мартинес Санчес | Жюлиен Бенето Никола Маю              | Маки Араи Бетани Матек                 |
| 52 | 1998   | Роджър Федерер           | Елена Дементиева           | Хосе де Армас Ловро Зовко             | Клариса Фернандес Мария Емилия Салерни |
| 51 | 1997   | Николас Масу             | Тина Писник                | Мирко Пехар Ловро Зовко               | Ким Клайстърс Жофия Губачи             |
| 50 | 1996   | Алберто Мартин           | Ана Алкасар                | Петер Кралерт Робин Вик               | Михаела Пастикова Житка Шонфелдова     |
| 49 | 1995   | Мариано Забалета         | Анна Курникова             | Кеплер Орелана Мариано Забалета       | Джулия Касони Мария-Паола Завали       |
| 48 | 1994   | Николас Лапенти          | Мариам Рамон-Климент       | Боби Кокавец Жослин Робишо            | Алис Канепа Мария-Паола Завали         |
| 47 | 1993   | Алберт Коста             | Анхелес Монтолио           | Себастиан Прието Джими Зимански       | Дели Рандриантефи Ан Пастор            |

### Турнир за деца
- ((en)) Официален сайт Архив на оригинала от 2008-12-25 в Wayback Machine.
- ((en)) Всички победители в турнира Архив на оригинала от 2008-05-07 в Wayback Machine.
- ((en)) Информация за турнира в сайта tennisinformation.com Архив на оригинала от 2006-05-21 в Wayback Machine.
- ((en)) Официален сайт на Международния младежки фестивал на спорта и изкуствата

### Турнир за младежи
- ((en)) Информация за турнира през 2006 г. Архив на оригинала от 2007-08-29 в Wayback Machine.
- ((en)) Информация в сайта на ITF
- ((en)) Всички победители на сингъл Архив на оригинала от 2009-08-20 в Wayback Machine.